# تأثير الانقطاع
يُعرف تأثير الانقطاع بالقدرة التنافسية الأكبر على نحو واضح بين مجموعات مختلفة ومتفاعلة مقارنة بالقدرة التنافسية التي يتم إظهارها عندما يتفاعل أفراد مع أفراد آخرين. نظرًا لأنه يُعتقد أن منافسة المجموعات على الموارد الشحيحة تؤدي إلى صراع على مستوى المجموعات (انظر نظرية الصراع الواقعي بين المجموعات)، تم التأكيد على أن العلاقة بين المنافسة والصراع تكون أيضًا أكثر قوة بشكل كبير بين المجموعات مقارنة بالأفراد. في حين أن الأفراد داخل مجموعة ما قد يفضلون أن يكونوا متعاونين فور انضمامهم معًا لتشكيل وحدة تعاونية، فإن توجهات الأفراد الذين يفضلون التعاون تتوارى على الأرجح خلف التوجهات التنافسية للمجموعة.
وقد تكرر باستمرار الانقطاع بين الأفراد والمجموعات في البيئات المعملية ولكنه لا يقتصر عليها. هذه الآثار تظهر خلال الأنشطة الرياضية وجلسات الفصول وحتى عندما تندمج المجموعات للتخطيط أو وضع إستراتيجيات (فورسيث، 2010).

## الأسباب
إن تأثير الانقطاع متماسك، وهو ما يشير إلى أنه يظهر نتيجة لعدة أسباب التي قد تجتمع في نهاية المطاف لزيادة حدة الصراع بين المجموعات. وهذه الأسباب هي الجشع وعدم الكشف عن الهوية والخوف والتحيز للمجموعة وتوزيع المسؤولية.
- الجشع: أولاً وقبل كل شيء، عندما يتجمع الأفراد لتشكيل مجموعات، فإنهم عادة ما يصبحون أكثر جشعًا. وهذا التغير في التصرف يتطور مع إدراك أعضاء المجموعة واكتشافهم أنهم في سعي مماثل لتعظيم المكاسب على مستوى المجموعة وبالتالي يكونون في تنافس مع مجموعات أخرى لتحقيق هذه المكاسب. وهذا الدعم الاجتماعي يحفز بعد ذلك أعضاء المجموعة للانتقال إلى مستويات أعلى من الجشع.
- الخوف: يميل الناس للشعور بالخوف من تجمعات الأفراد (أي المجموعات) أكثر مما يخافون من الأفراد فرادى. توصف المجموعات بأنها أكثر تنافسية وعدوانية وأقل توافقًا وجدارة بالثقة. وفي الحالات الأشد، فإن انعدام الثقة هذا قد يؤدي إلى جنون الشك بين المجموعات، وهو الاعتقاد الذي يحمله أعضاء إحدى المجموعات بأنهم سيتعرضون لمعاملة سيئة من قِبل أعضاء مجموعة أخرى حاقدة.
- التحيز للمجموعة:قد يشعر أعضاء المجموعة بالضغط للقيام بما يمكنهم القيام به لتعظيم النتائج الجماعية للمجموعة والمحافظة على الشعور بواجب المجموعة. وهذا هو الشعور بأنه كجزء من (أو قائد) مجموعة ما يجب القيام بما يزيد من إنجازات المجموعة، حتى لو جاء ذلك على حساب مجموعة خارجية.
- توزيع المسؤولية:هذة هي الظاهرة التي بموجبها يكون الشخص أقل عرضة لتحمل المسؤولية عن عمل ما أو تقاعس ما في حين يكون آخرون موجودين، وقد أثبت هذا المساهمة في تأثير الانقطاع. قد يشعر أعضاء المجموعة من الأفراد أن آخرين إما يكونون مسؤولين عن اتخاذ إجراء أو قاموا بذلك بالفعل وبالتالي لا يكونون في نهاية المطاف مسؤولين عن أفعالهم داخل إطار المجموعة.